# Nachlader

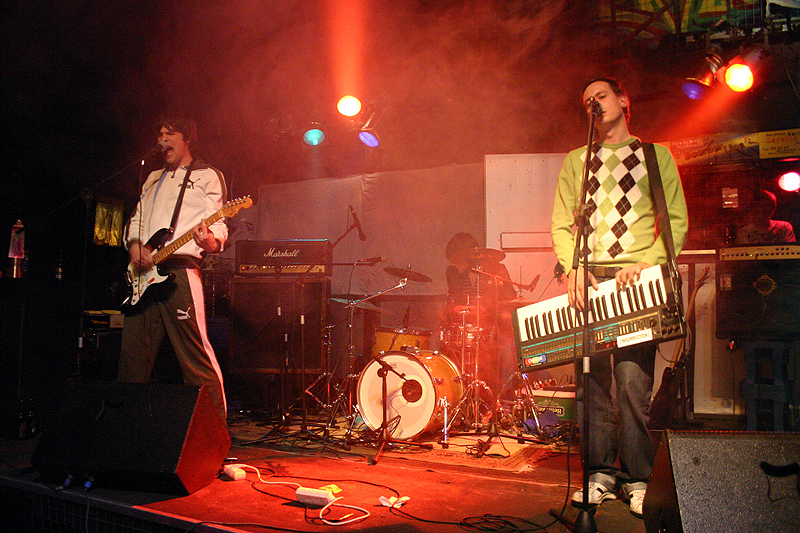
Nachlader (links) live im Jahr 2005

Nachlader (bürgerlicher Name: Daniel Baumann; * 1974 in Berlin) ist ein deutscher Musiker und Remixer. Seine Musik lässt sich als Elektropop mit Einflüssen der Hamburger Schule beschreiben. Er lebt und musiziert vor allem in Berlin.

## Veröffentlichungen
Album:
- 2005 – Bock auf Aphorismen
- 2010 – Koma Baby lebt!

Singles:
- 2004 – An die Wand
- 2004 – Arbeitsgeld
- 2005 – Fett
- 2009 – Soll/Haben
- 2010 – Pommes und Disco
- 2011 – Sarrazinisiert